# Doridicola
Genre
Synonymes
- Eolidicola Sars M., 1889
- Metaxymolgus Humes & Stock, 1972

Doridicola est un genre de crustacés copépodes de la famille des Rhynchomolgidae.

## Distribution
Les espèces de ce genre se rencontrent dans l'océan Atlantique, l'océan Indien, l'océan Pacifique et l'océan Arctique.
Les espèces de ce genre sont associées à des cnidaires, des mollusques, des échinodermes ou des annélides.

## Liste des espèces
Selon World Register of Marine Species (25 décembre 2017) :
- Doridicola aculeatus (Humes & Ho, 1968)
- Doridicola agilis Leydig, 1853
- Doridicola antheae Ridley, 1879
- Doridicola antheliae (Humes & Stock, 1973)
- Doridicola botulosus (Stock & Kleeton, 1963)
- Doridicola brevifurcatus (Ummerkutty, 1962)
- Doridicola capnellae Humes, 1990
- Doridicola chlamydis (Humes & Stock, 1973)
- Doridicola cincinnatus (Humes, 1975)
- Doridicola cinctus (Humes & Stock, 1973)
- Doridicola comai Conradi, Megina & López-González, 2004
- Doridicola commodus (Humes & Stock, 1973)
- Doridicola comparatus (Humes, 1975)
- Doridicola confinis (Humes, 1982)
- Doridicola congoensis (Scott T., 1894)
- Doridicola connexus Humes, 1986
- Doridicola cuspis (Humes, 1964)
- Doridicola echinasteris (Humes, 1975)
- Doridicola gracilipes (Scott A., 1909)
- Doridicola helmuti Conradi, Bandera & López-González, 2006
- Doridicola hetaericus (Humes & Ho, 1968)
- Doridicola hirsutipes (Scott T., 1893)
- Doridicola inaequalis (Humes & Ho, 1966)
- Doridicola indistinctus Ho & Ivanenko, 2013
- Doridicola inflatiseta (Humes & Stock, 1973)
- Doridicola larani Brunckhorst, 1985
- Doridicola longicauda (Claus, 1860)
- Doridicola lumarius (Humes, 1980)
- Doridicola micropus (Humes, 1973)
- Doridicola mimicus (Humes, 1975)
- Doridicola myorae (Greenwood, 1971)
- Doridicola parapatulus Kim I.H., 2004
- Doridicola parvicaudatus Kim I.H., 2003
- Doridicola patulus (Humes, 1959)
- Doridicola pertinax (Humes, 1982)
- Doridicola petalopus Humes, 1990
- Doridicola portincola Kim I.H., 2007
- Doridicola praelongipes (Humes, 1975)
- Doridicola rostripes Humes, 1990
- Doridicola rumphellae Humes, 1993
- Doridicola securiger (Humes, 1964)
- Doridicola sensilis (Humes, 1964)
- Doridicola senticauda Humes, 1990
- Doridicola sepiae (Izawa, 1976)
- Doridicola similis Ho & Kim I.H., 2001
- Doridicola simplex (Thompson I.C. & Scott A., 1903)
- Doridicola singularipes (Humes & Ho, 1968)
- Doridicola spinulifer (Humes & Frost, 1964)
- Doridicola sunnivae (Humes, 1982)
- Doridicola turmalis (Humes, 1982)
- Doridicola venustus (Humes, 1958)
- Doridicola virgatus Kim I.H., 2007
- Doridicola vulcanius Humes, 1990

## Publication originale
- (de) Leydig, 1853 : Zoologische Notizen 1. Neuer Schmarotzerkrebse auf einem Weichthier. Zeitschrift fur Wissenschaftliche Zoologie, vol. 4, no 3/4, p. 377-382.